# Rafael Casero
Rafael Casero Moreno (Valencia, 9 ottobre 1976) è un dirigente sportivo ed ex ciclista su strada spagnolo, professionista dal 2000 al 2006.
È il fratello di Ángel Casero, anch'egli ciclista.

## Palmarès

### Strada
- 2003 (Paternina-Costa de Almería, una vittoria)

2ª tappa Volta a la Comunitat Valenciana (Xorret de Catí > Villajoyosa)

#### Altri successi
- 2002 (Jazztel-Costa de Almería)

Classifica scalatori Vuelta al País Vasco
- 2003 (Paternina-Costa de Almería)

Classifica scalatori Volta a la Comunitat Valenciana

## Piazzamenti

### Grandi Giri
- Vuelta a España

2000: 119º
2001: 123º
2002: 40º
2003: 86º
2004: 75º
2005: 52º

### Classiche monumento
- Milano-Sanremo

2001: 173º
2004: 48º
- Parigi-Roubaix

2005: ritirato